# 하트 스콧 로디노 반독점증진법
하트 스콧 로디노 반독점증진법(Hart–Scott–Rodino Antitrust Improvements Act)는 기업인수전 사전통지를 요구하는 미국의 반독점/경쟁법이다.

## 같이 보기
- 미국의 반독점법